# Martin Kroog
Martin Kroog (* 31. Juli 1972 in Osnabrück) ist ein deutscher ehemaliger Basketballspieler.

## Laufbahn
Der aus Osnabrück stammende Kroog spielte für die SG Braunschweig in der 2. Basketball-Bundesliga und schaffte mit der Mannschaft 1991 den Aufstieg in die Basketball-Bundesliga sowie im selben Jahr noch als Zweitligist den Einzug ins Endspiel um den DBB-Pokal. Dort mussten sich Kroog und die Braunschweiger zwar Bayer Leverkusen geschlagen geben, waren aber in der Saison 1991/92 im Europapokal vertreten, in dem er mit der SG neben der Bundesliga spielte. 1993/94 gehörte er zur Mannschaft des Zweitligisten Osnabrücker BV. In der Sommerpause 1994 wechselte der 1,86 Meter große Aufbauspieler zum Bundesliga-Aufsteiger Forbo Paderborn. Höhepunkt des Erstligajahres mit den Ostwestfalen war ein überraschender 86:78-Heimsieg über Alba Berlin im November 1994. Am Ende der Saison 94/95 standen jedoch für Kroog und die Paderborner Mannschaft der Bundesliga-Abstieg.
Als Trainer betreute Kroog ab September 2008 die Herrenmannschaft des TuS Bramsche in der 2. Regionalliga und blieb bis März 2010 im Amt. In seiner ersten Saison führte er Bramsche zur Vizemeisterschaft in der 2. Regionalliga, bei der Trennung im März 2010 stand die Mannschaft auf dem ersten Tabellenplatz der Liga. Von 2011 bis 2013 war Kroog anschließend Trainer des TV Ibbenbüren in der Regionalliga. 2014 gewann er als Altherrenspieler mit VFK Hagen die deutsche Ü35-Meisterschaft.